# Baldham
Baldham è una località tedesca del comune di Vaterstetten in Baviera.